# Yadier Sánchez Sierra
Yadier Sánchez Sierra (ur. 8 stycznia 1987) – kubański siatkarz, grający na pozycji przyjmującego, reprezentant kraju. Od stycznia 2018 roku występuje w tureckiej drużynie Solhan Spor Kulübü.

## Sukcesy klubowe
Mistrzostwo Brazylii:
- 2012
- 2013
- 2016

Klubowe Mistrzostwa Ameryki Południowej:
- 2012
- 2016

Klubowe Mistrzostwa Świata:
- 2012

Puchar ACLAV:
- 2014

Mistrzostwo Argentyny:
- 2015

## Sukcesy reprezentacyjne
Mistrzostwa Świata Juniorów:
- 2005

Mistrzostwa Ameryki Północnej, Środkowej i Karaibów Juniorów:
- 2006

Puchar Panamerykański:
- 2007

Puchar Ameryki:
- 2008
- 2007

Mistrzostwa Ameryki Północnej, Środkowej i Karaibów:
- 2007

## Nagrody indywidualne
- 2006: Najlepszy serwujący Mistrzostw Ameryki Północnej, Środkowej i Karaibów Juniorów
- 2007: Najlepszy atakujący i punktujący Pucharu Panamerykańskiego